# Lynn Compton
Lynn Davis "Buck" Compton (Los Angeles, 31 de dezembro de 1921 - Burlington, 25 de fevereiro de 2012) foi um jurista, policial e militar norte-americano. Em sua carreira jurídica, ele atuou como promotor e juiz do Tribunal de Apelações da Califórnia e se tornou notável por ter sido o promotor principal no julgamento de Sirhan Sirhan pelo assassinato de Robert F. Kennedy. Anteriormente, ele serviu no Departamento de Polícia de Los Angeles. Durante a Segunda Guerra Mundial, ele foi um oficial pertencente Companhia Easy, 2º Batalhão, 506.º Regimento de Infantaria Paraquedista da 101ª Divisão Aerotransportada do Exército dos Estados Unidos e atuou como um dos principais oficiais da Companhia juntamente com Richard Winters. Compton foi retratado na minissérie da HBO Band of Brothers pelo ator Neal McDonough.

## Juventude
Compton foi um atleta em Los Angeles, onde ele foi catcher na equipe de beisebol da universidade ao lado de Jackie Robinson. Ele se formou em Educação Física e também jogou com a equipe de futebol de 1943 da UCLA no Rose Bowl Game em 1 de janeiro de 1943.

## O serviço militar
Na UCLA Compton também participou ROTC(Reserve Officers' Training Corps, em Inglês) sob o comando do Cadete John Singlaub, e em dezembro de 1943, ingressou no Exército, onde foi atribuído à Companhia E do 2º Batalhão, 506.º Regimento de Infantaria Paraquedista da 101ª Divisão Aerotransportada antes da Operação Overlord. Durante o Dia D, em 6 de junho de 1944, Compton participou da ação da Companhia Easy em Brécourt Manor. Compton e outros sob a liderança do Tenente Richard Winters atacou uma bateria alemã de quatro canhões de 105 milímetros que disparavam sobre a praia de Utah, desabilitando o encaminhamento de armas e inimigos. Compton foi condecorado com a Estrela de Prata por sua atuação na desativação das armas. O segundo episódio da minissérie da HBO Band of Brothers (Days of Days) retrata esse evento.
Mais tarde, em setembro de 1944, Compton foi baleado nas nádegas enquanto participava da Operação Market Garden, a tentativa frustrada dos aliados de aproveitar uma série de pontes na Holanda e atravessar o rio Reno na Alemanha. Depois de uma recuperação parcial, voltou a Easy Company, em tempo de participar do longo cerco alemão a floresta de Ardenas durante a Batalha do Bulge. Em janeiro de 1945, Compton deixou Easy Company.
Na série Band of Brothers, Compton foi dispensado devido a fadiga de combate, causada após Compton testemunhar dois de seus amigos mais próximos, Joseph Toye e William Guarnere, serem mutilados por fogo de artilharia, resultando na perda da perna de ambos.

## Após a Guerra
Em 1946, ele recusou uma oferta para jogar numa liga menor de beisebol, preferindo se concentrar na carreira de advogado. Compton se casou com Donna Newman em outubro de 1947 e adotaram duas crianças. Ele frequentou a Loyola Law School e se tornou um detetive na Polícia de Los Angeles atuando na Divisão Central de Roubo. Juntou-se a Promotoria em 1951 como vice-procurador distrital, e foi promovido a promotor-chefe em 1964.
Durante seu tempo como promotor-chefe, ele ajudou a condenar Sirhan Sirhan pelo assassinato de Robert F. Kennedy. Em 1970, o governador Ronald Reagan nomeou-o juiz do Tribunal de Recurso Califórnia. Se aposentou em 1990 e residiu no estado de Washington. Em 1994, sua esposa morreu deixando-o viúvo. Em 2005, ele apareceu em uma campanha publicitária para a revogação do imposto imobiliário.
As memórias de Compton, intituladas Call of Duty: My Life before, during and after the Band of Brothers e escrito com Marcus Brotherton, foram publicadas pela Berkeley Publishing em 6 de maio de 2008. Compton faleceu em 2012, deixando dois filhos e quatro netos.